# 对亭站
对亭站是位于广西壮族自治区鹿寨县城郊乡的一个铁路车站，邮政编码545600。车站建于1957年，有湘桂铁路经过该站，现仅办理货运，不办理客运业务，车站及其上下行区间均未电气化。车站距离衡阳站497公里，隶属南宁铁路局，是四等站。